# 斯蒂芬島異鷯
斯蒂芬島異鷯（Xenicus (Traversia) lyalli）是紐西蘭斯蒂芬島的一種雀，主要吃昆蟲。牠們都是島內的居民，且已經滅絕。
斯蒂芬島異鷯的學名是為紀念燈塔的助理David Lyall，因為是他發現這種雀鳥的。原先斯蒂芬島異鷯是分類在獨立的Traversia中，這個屬是為紀念Henry H. Travers，因他購買了多個標本，而後來牠們被分類在刺鷯屬中。牠們並非真正的鷦鷯科，只是一種外表相似的原始雀鳥，屬於刺鷯科。
根據考古學的發現，斯蒂芬島異鷯是分佈在紐西蘭的主島中。牠們的消失可能是因野猫的掠食。但是牠們不懂得飛行，如何能跨越3.2公里的海洋到達斯蒂芬島就不得而知了。

## 滅絕
流傳較廣的有關斯蒂芬島異鷯滅絕的原因常是錯誤的，如傳說於1894年，被燈塔看更的貓所消滅，莱昂内尔·沃尔特·罗斯柴尔德（Lionel Walter Rothschild）指一隻貓就殺死了所有的斯蒂芬島異鷯。根據歷史紀錄，蒂芬島異鷯並非被由守燈塔人所攜帶的單一貓隻滅絕，而是由守燈塔人所飼養的家猫逃逸之後，再繁殖為野化家猫的群體，從而再掠食，使這些鳥於1895年消失。另外，島內原初都是森林，因開發而令牠們失去棲息地也是成因之一。

## 標本
斯蒂芬島異鷯只有15個標本，分別如下：
- 莱昂内尔·沃尔特·罗斯柴尔德標本，所有都是於1894年7月至10月採集的。它們分別存放在倫敦的自然歷史博物館、紐約的美國自然歷史博物館、費城的自然科學館、劍橋的哈佛大學動物比較學博物館。
- 沃爾特·布勒標本，於1894年至1899年間採集的。它們分別存放在匹茲堡的卡內基博物館及基督城的肯特貝里博物館。
- 利物浦世界博物館標本，是沃爾特·布勒從Henry H. Travers購買回來的，並於1898年售予此館。
- 威靈頓紐西蘭文化博物館的標本，資料不詳。
- 但尼丁奧塔哥博物館標本。
- 於1894年或1895年初採集不知名的標本，共有5個。

## 外部連結
- TerraNature - Wren （页面存档备份，存于）
- New Zealand wrens, including picture （页面存档备份，存于）
- Extinct New Zealand Birds